# Рамирес, Амет
Амет Рамирес Боурдетт (исп. Ameth Ramírez Bourdett; род. 19 июня 1993 года, Панама) — панамский футболист, полузащитник клуба «Пласа Амадор» и сборной Панамы.

## Клубная карьера
Рамирес начал карьеру в клубе «Пласа Амадор». 8 августа 2012 года в матче против «Тауро» он дебютировал в чемпионате Панамы. 7 октября в поединке против «Тауро» Амет забил свой первый гол за «Пласа Амадор». В апреле 2013 года он ездил на недельный просмотр в испанский «Атлетико Мадрид», а затем почти сезон отыграл за фарм-клуб мексиканской «Пачуки». В 2016 году Рамирес на правах аренды выступал за американский «Реал Монаркс».

## Международная карьера
В 2013 году в составе молодёжной сборной Панамы Рамирес принял участие в чемпионате КОНКАКАФ среди молодёжных команд. На турнире он сыграл в матче против команд Сальвадора, Пуэрто-Рико и Ямайки. В поединках против сальвадорцев, пуэрториканцев и ямайцев Амет забил пять голов, став лучшим бомбардиром турнира.
Рамирес вызывался в сборную Панамы на товарищеский матч со сборной Перу, состоявшийся 4 августа 2014 года в Лиме, но в игре не участвовал, оставшись в запасе.

## Достижения
Индивидуальные
- Лучший бомбардир чемпионата КОНКАКАФ среди молодёжных команд — 2013 (5 голов)